# Девід Невілл
Девід Невілл  (англ. David Neville, 1 червня 1984) — американський легкоатлет, олімпійський чемпіон.

## Виступи на Олімпіадах
| Олімпіада  | Дисципліна              | Місце |
| ---------- | ----------------------- | ----- |
| Пекін 2008 | біг на 400 метрів       | 3     |
| Пекін 2008 | естафета 4 x 400 метрів | 1     |